# Thalamoporella komodoensis
Thalamoporella komodoensis är en mossdjursart som beskrevs av Winston och Heimberg 1986. Thalamoporella komodoensis ingår i släktet Thalamoporella och familjen Thalamoporellidae. Inga underarter finns listade i Catalogue of Life.